# Spanje op het Eurovisiesongfestival 1990
Spanje nam deel aan het Eurovisiesongfestival 1990 in Zagreb (Joegoslavië). Het was de 28ste deelname van het land aan het festival.

## Selectieprocedure
Net zoals de voorbije jaren koos de TVE ervoor om de kandidaat intern te selecteren.
Men koos voor het Spaanse duo Azucar Moreno met het lied Bandido.

## In Zagreb
In Joegoslavië moest Spanje optreden als 1ste, net voor Griekenland. Op het einde van de puntentelling hadden ze 96 punten verzameld, goed voor een 5de plaats.
Men ontving 1 keer het maximum van de punten.
Nederland gaf 2 punten en België gaf 1 punt voor deze inzending.

### Gekregen punten

#### Finale
| 12 punten                          | 10 punten           | 8 punten                                     | 7 punten    | 6 punten                       |
| ---------------------------------- | ------------------- | -------------------------------------------- | ----------- | ------------------------------ |
| - Duitsland                        | - Finland - Turkije | - Cyprus - Griekenland - Italië - Oostenrijk |             | - Zwitserland                  |
| 5 punten                           | 4 punten            | 3 punten                                     | 2 punten    | 1 punt                         |
| - Frankrijk - Noorwegen - Portugal | - IJsland           | - Joegoslavië                                | - Nederland | - België - Verenigd Koninkrijk |

### Punten gegeven door Spanje

#### Finale
Punten gegeven in de finale:
| 12 punten | Italië              |
| 10 punten | Ierland             |
| 8 punten  | Duitsland           |
| 7 punten  | Verenigd Koninkrijk |
| 6 punten  | Denemarken          |
| 5 punten  | Frankrijk           |
| 4 punten  | IJsland             |
| 3 punten  | Joegoslavië         |
| 2 punten  | Zweden              |
| 1 punt    | Zwitserland         |

1961 · 1962 · 1963 · 1964 · 1965 · 1966 · 1967 · 1968 · 1969 · 1970 · 1971 · 1972 · 1973 · 1974 · 1975 · 1976 · 1977 · 1978 · 1979 · 1980 · 1981 · 1982 · 1983 · 1984 · 1985 · 1986 · 1987 · 1988 · 1989 · 1990 · 1991 · 1992 · 1993 · 1994 · 1995 · 1996 · 1997 · 1998 · 1999 · 2000 · 2001 · 2002 · 2003 · 2004 · 2005 · 2006 · 2007 · 2008 · 2009 · 2010 · 2011 · 2012 · 2013 · 2014 · 2015 · 2016 · 2017 · 2018 · 2019 · 2020 · 2021 · 2022 · 2023 · 2024 · 2025